# Stefan Mascheck
Stefan Mascheck (* 1990 in Bad Tölz) ist ein deutscher Schauspieler.

## Leben
Stefan Maschek erhielt ab seinem 6. Lebensjahr Solo-Gesangsunterricht und war von 1996 bis 2005 unter der Leitung von Gerhard Schmidt-Gaden Solist im Tölzer Knabenchor. Er sang unter anderem am Münchner Nationaltheater, am Prinzregententheater München, am Staatstheater am Gärtnerplatz und bei den Salzburger Festspielen.
Von 2005 bis 2008 machte Mascheck zunächst eine IHK-Ausbildung zum Hotelfachmann. Anschließend entschied er sich für die Schauspielerei und absolvierte von 2009 bis 2012 seine Schauspielausbildung an der Internationalen Schule für Schauspiel und Acting (ISSA) in München.
Sein erstes festes Engagement erhielt er 2012 am Jungen Theater Regensburg, wo er drei Jahre lang fest im Ensemble war und zahlreiche Rollen in Kinder- und Jugendtheaterstücken übernahm. Zu seinen Regensburger Hauptrollen gehörten u. a. die Titelrolle in Tschick (Spielzeit 2013/14) und der Rico in Rico, Oskar und die Tieferschatten (Spielzeit 2014/15). 2016 trat er an Schauburg München in der Produktion Magdalena Himmelstürmerin auf.
Anschließend arbeitete Mascheck verstärkt für das Fernsehen mit Regisseuren wie Franz Xaver Bogner, Anno Saul, Philipp Osthus sowie Felix Herzogenrath und war in verschiedenen Fernsehproduktionen zu sehen. In der 6. Staffel der Vorabendserie Hubert und Staller (2017) gehörte er als Tatverdächtiger zu den Episodenhauptdarstellern. In der 35. Staffel der ZDF-Krimiserie SOKO München (2020) übernahm Mascheck eine der Episodenrollen als tatverdächtiger, vorbestrafter Transportunternehmer vom Hasenbergl. In der 21. Staffel der ZDF-Krimiserie Die Rosenheim-Cops (2022) spielte Mascheck eine der Episodenhauptrollen als tatverdächtiger Aissistent eines international renommierten Sattlermeisters.
Seit 2017 gibt Stefan Mascheck, der bereits während seiner Zeit in Regensburg bei verschiedenen Schauspielworkshops mit Kindern und Jugendlichen arbeitete, im Rahmen von Bildungsprojekten Schauspielworkshops an verschiedenen Ganztagsschulen in München. Er lebt in München.

## Filmografie (Auswahl)
- 2016: Moni’s Grill (Fernsehserie, zwei Folgen)
- 2017: München Mord: Einer, der’s geschafft hat (Fernsehreihe)
- 2017: Hubert und Staller: Das letzte Kapitel (Fernsehserie, eine Folge)
- 2018: Der Staatsfeind (Fernsehfilm)
- 2020: SOKO München: Tod am Bauzaun (Fernsehserie, eine Folge)
- 2021: Der Bergdoktor: Atemlos (Fernsehserie, eine Folge)
- 2021: Hubert ohne Staller: Mord mit 1.600 Umdrehungen (Fernsehserie, eine Folge)
- 2021: Die Chefin: Trugbild (Fernsehserie, eine Folge)
- 2022: Die Rosenheim-Cops: Auf den Gaul gekommen (Fernsehserie, eine Folge)